# Фонтынясы
Фонтынясы (укр. Фонтиняси) — село в Нересницкой сельской общине Тячевского района Закарпатской области Украины.
Население по переписи 2001 года составляло 655 человек. Почтовый индекс — 90516. Телефонный код — 3134. Код КОАТУУ — 2124488403.